# オルトプラス
株式会社オルトプラス（英: AltPlus Inc.）は、東京都豊島区東池袋に本社のあるIT企業。ソーシャルゲームの企画、開発及び運営を主な事業とする。

## 概略
2010年5月に設立されたオルトプラスは、ソーシャルゲームの企画、開発及び運営を目的にスタートし、2013年3月に東京証券取引所マザーズに株式を上場した。2014年3月には、東京証券取引所市場第一部に、2022年4月にはスタンダード市場に移動した。
現在、オルトプラスは、自社の「オリジナルタイトル」の開発・制作だけではなく、アニメや漫画等の、ユーザー認知度の高いキャラクター等を利用したソーシャルゲームの開発・制作も行っている。

## 沿革
2010年5月
- 東京都渋谷区に、ソーシャルゲームの企画、開発及び運営を目的に「株式会社オルトプラス」(資本金500万円)を設立

2010年7月
- 本社を東京都渋谷区渋谷二丁目7番14号に移転

2010年12月
- 本社を東京都渋谷区渋谷二丁目1番12号に移転

2012年6月
- 本社を東京都渋谷区渋谷三丁目12番18号に移転

2012年9月
- グリー株式会社と業務提携契約を締結

2013年3月
- 東京証券取引所マザーズに株式を上場

2013年8月
- Emagine Co.,Ltd.(現 AZA Games Co.,Ltd. 韓国)と資本業務提携を締結

2013年9月
- ベトナムにALTPLUS VIETNAM Co.,Ltd.を設立

2014年3月
- 東京証券取引所市場第一部に指定

2014年10月
- 韓国にAltPlus Korea Inc.を設立

2015年4月
- 株式会社SHIFTとの合弁で株式会社SHIFT PLUSを設立

2015年5月
- 台湾スタジオを開設

2015年5月
- シード・アーリー企業支援プログラム「GARAGE STER」を開始

2016年4月
- XPEC Entertainemnt inc.(樂陞科技股份有限公司)と資本業務提携契約を締結

2016年6月
- ゲーム運営代行サービス「Game Managed Service65（GMS65）」のサービス提供開始

2016年8月
- 韓国AIMHIGH GLOBAL corp.と日本・韓国・中国市場におけるゲームアプリケーション開発及び配信事業分野において戦略的パートナーシップ関係確立の基本合意書を締結

2017年2月
- 韓国セキュリティ企業のNSHC Inc.の日本法人である株式会社NSHCと業務提携を行い、スマートフォンアプリ向け統合セキュリティソリューション「DxShield」の日本国内市場向けの販売を開始

2017年3月
- 株式会社scopesとの合弁で株式会社エスエスプラスを設立

2017年4月
- ゲーム事業者向けにインフラの設計から構築・運用まで全てを網羅するMSP事業「ゲームインフラマネージメントサービス（GIMS）」を開始

2018年2月
- 株式会社スーパーアプリと業務提携契約を締結

2018年3月
- 簡易株式交換により株式会社scopesを完全子会社化

2018年3月
- 高知県高知市にゲーム開発・運営拠点として株式会社オルトプラス高知を設立

2018年6月
- グリー株式会社とゲームサービスの開発・運営業務及び運営移管業務に関する協業契約を締結

2018年9月
- 本社を東京都豊島区東池袋三丁目1番1号に移転

2018年10月
- 企業向け社内仮想通貨サービス「コミュニティオ（communitio）」のサービス提供を開始

2019年1月
- 企業向け社内仮想通貨サービス「コミュニティオ（communitio）」の企画、開発及び運営を行う株式会社コミュニティオを設立

2019年6月
- 株式会社エクストリームとの合弁で株式会社エクスラボを設立

2019年6月
- アイディアファクトリー株式会社と資本業務提携を締結

2019年9月
- NHN JAPAN株式会社及び株式会社クアーズと資本業務提携を締結

2020年2月
- アイディアファクトリー株式会社と合弁で株式会社アイディアファクトリープラスを設立

2020年3月
- 株式取得により株式会社OneSports（旧社名 株式会社モブキャストプラス）を完全子会社化

2020年4月
- 連結子会社の株式会社scopesを吸収合併

2020年5月
- 持分法適用関連会社の株式会社エクスラボの全株式を株式会社エクストリームへ譲渡

2020年9月
- 株式会社アクセルマークよりゲーム事業を会社分割により事業譲受

2021年6月
- オルトプラスがDMM.comと共同で合弁会社「DMMオンクレ」を設立。オンラインクレーンゲーム事業に参入。

2021年9月
- NHN テコラスとゲーム運営支援で業務提携。

2022年5月
- ライブゲーミング開発に参入。

2022年7月
- 本社オフィスを豊島区東池袋に移転。

2023年1月26日
- ブロックチェーンゲーム「トレサカ Jリーグ 」（正式版）を配信開始。

## 役員
- 代表取締役CEO - 石井 武

- 取締役CFO - 川戸 淳裕

- 取締役 - 本間 稔彦

- 社外取締役 - 入江 秀明

- 社外取締役(監査等委員) - 佐藤 秀樹

- 社外取締役(監査等委員)  - 仙石 実(公認会計士/税理士)

- 社外取締役(監査等委員） - 遠藤 元一(弁護士)

- 取締役執行役員CFO 管理本部長 - 川戸 淳裕

- 取締役執行役員 エンターテインメント事業本部長 兼 ゲーム事業部長 - 本間 稔彦

- 執行役員 経営企画室長 - 高橋 有理可

- 執行役員CTO エンターテインメント事業本部 技術部長 - 有馬 もと

## 提供ゲーム

### 現行タイトル
- ヒプノシスマイク -Alternative Rap Battle-[2] (2020年3月26日サービス開始) ※アイディアファクトリープラス配信

#### 他社より移管
- モバプロ2 レジェンド (2020年3月31日モブキャストより取得[3]) ※子会社のOneSports (旧モブキャストプラス[4]) 提供[5]、マイネットとの共同運営

### 配信予定タイトル
- 東央大学シネマグラフィティ ※Blue Lupinusレーベル

### 開発中止・離脱
- ニンジャスレイヤー (2017年開発中止[6])
- ラピスリライツ 〜この世界のアイドルは魔法が使える〜 ※KLab及びKADOKAWAの共同プロジェクト[7]、2019年共同開発・運営が盛趣遊戯へと変更される[8]

### 過去のOneSports提供タイトル
- 劇的采配！プロ野球リバーサル (2020年3月31日モブキャストより取得[3]、2021年12月16日サービス終了[9]) ※子会社のOneSports (旧モブキャストプラス[4]) 提供[5]
- モバサカ CHAMPIONS MANAGER (2020年3月31日モブキャストより取得[3]、2023年2月28日サービス終了予定[10]) ※子会社のOneSports (旧モブキャストプラス[4]) 提供[5]
- モバサカUFC (2020年3月31日モブキャストより取得[3]、2023年2月28日サービス終了予定[11])

### 過去のタイトル
- SecondSecret (2015年12月17日サービス開始[12]、2020年4月15日サービス終了) ※Blue Lupinusレーベル
- RELEASE THE SPYCE secret fragrance (2019年2月12日サービス開始[13]、2020年3月31日サービス終了[14]) ※KADOKAWA及びTriFortとの共同
- シンエンレジスト (2018年6月26日サービス開始[15]、2019年4月26日サービス終了[16])
- シンデレラブレイド (2018年GeNERACEより運営移管[17]、2019年4月15日サービス終了) ※イマジニア提供
- ドラゴンキャバリア -最後の騎士団- (2018年2月8日スーパーアプリより運営移管[18]、2019年4月19日サービス終了)
- 黒子のバスケ CROSS COLORS (2017年サイバードより運営移管、2018年6月14日サービス終了[19]) ※バンダイナムコエンターテインメント配信
- ソラとウミのアイダ (2017年9月28日サービス開始[20]、2019年5月7日サービス終了[21]) ※フォワードワークス配信
- ダービーロード presented by みんなのKEIBA (2015年10月29日サービス開始[22]、2017年10月12日サービス終了[23]) ※フジテレビと共同
- Wake Up, Girls! パズルの天使 (2015年9月15日体験版リリース[24]、2017年8月29日開発中止[25])
- ASTRAL GAZER アストラルゲイザー (後のアストラルステアウェイズ。2015年3月2日サービス開始[26]、2016年12月運営移管[27]) ※香港Firedog Creative Company開発
- サモンナイト メモリーズ (2015年1月19日サービス開始[28]、2015年10月28日サービス終了[29]) ※バンダイナムコゲームス配信
- レギオンバトル-蒼き聖戦- (2014年2月26日サービス開始[30]、2015年1月26日サービス終了[31]) ※アクセルマーク開発
- アイドルジャムZ -プリンセスと緋竜の王冠- (2014年2月18日サービス開始[32]、2015年3月9日サービス終了[33]) ※グリー及びフジテレビと共同
- 変・身・少・女 メタモルメイデン (2013年12月13日サービス開始[34]) ※カエルエックス開発
- 三国志レイヴ GREE版 (2013年12月13日サービス開始[35]、2019年サービス終了) ※ORATTA開発
- スーパー戦隊バトベース (後のスーパー戦隊 バトベースDX。2013年9月10日サービス開始[36]、2014年10月10日大幅リニューアル[37])  ※バンダイナムコゲームス配信
- ダービーゲート (2013年6月27日サービス開始[38])
- みどりのマキバオー 史上最大のレース!! (2013年5月29日サービス開始[39]) ※グリーとの共同開発
- キングダム -春秋戦国大戦- (2013年4月26日サービス開始[40])
- 聖闘士星矢 アルティメットウォーズ (2013年4月19日サービス開始[41]、2015年4月17日サービス終了[42])
- サモンナイトコレクション (2012年9月19日サービス開始[43]、2015年5月13日サービス終了[44])
- エンペラーズ サガ (2012年9月18日サービス開始[45]、2017年4月28日サービス終了[45]) ※スクウェア・エニックス提供
- 精霊ファンタジア (2012年7月6日サービス開始[46]、2017年8月31日サービス終了)
- バハムートブレイブ (2011年10月7日サービス開始[47]、2017年5月1日運営をルイスファクトリーへ移管[48])
- ダービーズキングの伝説 (2010年8月サービス開始、2015年4月27日サービス終了)
- RenCa:A/N (2019年12月11日サービス開始[49]、2020年7月31日運営をビーグリーへと移管[50]) ※ビーグリーとの共同
- アークザラッド R (2018年8月23日サービス開始、2021年6月30日サービス終了[51]) ※フォワードワークス配信・運営
- AKB48ステージファイター2 バトルフェスティバル (2018年8月1日ポケラボより運営移管[52]、2022年7月29日サービス終了[53])
- 結城友奈は勇者である 花結いのきらめき (2017年6月8日サービス開始、2022年10月28日サービス終了[54]) ※scopesとの共同開発、後に子会社化[55]
- アイドルマスター SideM (2014年2月28日サービス開始、2023年1月5日サービス終了予定[56]) ※バンダイナムコエンターテインメント配信
- COLOR PIECEOUT (2020年9月1日アクセルマークより運営移管[57]、2023年1月31日サービス終了予定[58])
- 幽☆遊☆白書100％本気(マジ)バトル (2020年9月1日アクセルマークより運営移管[57]、2023年2月21日サービス終了予定[59]) ※配信：KLab

#### オルトプラスコリア
- CASTLE -王子と8人の城主- (国内未配信)
- 勇者クロニクル～ろくでなし勇者の伝説～ (2017年7月26日サービス開始[60]、2017年10月30日サービス終了[61])
- プチプチプランツ (2017年5月11日サービス開始[62])
- パラノイア : 被害妄想 (2017年春配信[63])
- ヨロシク!!!一人暮らし (2017年春配信[63])
- カジカジドラゴン (2016年6月23日サービス開始[64])
- アストロ娘 (現アストロアンドガールズ。2015年6月23日サービス開始[65]、2016年4月14日運営移管[66]) ※ANGAMES開発

#### オルトダッシュ
- でか☆むす (2015年10月23日サービス開始[67]、2016年4月28日サービス終了[68])
- 三国志ギルドカーニバル (2013年7月サービス開始) ※グリーとの共同開発

## ゲーム以外のサービス
- ブロックチェーンゲームインフォ｜BlocChainGame Info

- BEAD
- DxShield ※韓NSHC開発

オルトダッシュ
- 5m

## グループ企業

### 現在
- OneSports (旧モブキャストプラス[4][3])
- オルトプラス高知
- アイディアファクトリープラス (アイディアファクトリーとの合弁)[69]
- STAND

### 過去
- エクスラボ (エクストリームとの合弁、エクストリームへ譲渡)[70][71]
- scopes (吸収[72])[注 1]
- ALTPLUS VIETNUM (エクスラボへ譲渡[70])
- AltPlus Korea (解散)
- オルトダッシュ (GREEとの合弁、解散[73])
- SS Plus (吸収)
- SHIFT PLUS (SHIFTとの合弁、SHIFTへ譲渡[74])
- プレイシンク（NFT事業・MBOにより独立）[75]